# Terreur Graphique
Fred Lassagne, dit Terreur Graphique, est un auteur de bande dessinée français né le 23 août 1977. Dessinateur de presse régulier, notamment pour les quotidiens Libération et Alternatives Économiques, il est parallèlement investi au sein de Vide Cocagne, maison d'édition nantaise pour laquelle il dirige la revue Alimentation générale.

## Biographie
Né dans les environs d'Angoulême, Fred Lassagne alias Terreur Graphique participe à plusieurs fanzines et réalise de nombreuses affiches de concerts avant de participer à la création des éditions Vide Cocagne. 
Parallèlement, il commence à publier dans Psikopat puis L'Écho des savanes et Fluide glacial et lance plusieurs blogs, notamment La musique actuelle pour les nuls avec Dampremy Jack pour Les Inrocks et le tumblr Make my day, punk !, qui est ensuite publié en recueil en 2013.
À partir de 2010, il publie très régulièrement des albums chez des éditeurs alternatifs tout en continuant à être présent dans la presse et sur internet. Amateur d'humour potache, tirant volontiers sur le gore et l'humour trash, il explore une veine plus intimiste et introspective aux éditions 6 Pieds sous terre.
En 2011, il lance la revue Alimentation générale aux éditions Vide Cocagne, le no 1 est sélectionné pour le Prix de la bande dessinée alternative lors du festival d'Angoulême 2012.
En octobre 2012, il reçoit le Prix Coup de cœur du festival Quai des Bulles de Saint-Malo.
En 2014, l'album Le F.I.S.T. (Fond Interministériel pour la Sauvegarde des Traditions) paraît au mois de septembre dans la collection Trafik, avec Jorge Bernstein au scénario. Quelques extraits sont publiés en avant première durant l'été 2014 dans le quotidien Charente libre. Dans la foulée, Dargaud publie Le Petit Livre de la bande dessinée, scénarisé par Hervé Bourhis et avec Terreur Graphique au dessin,.
Depuis mars 2015, il anime le blog « Ces gens-là » dans Libération.
En 2018 paraît Le Pouvoir de la satire, scénarisé par Fabrice Erre avec Terreur Graphique et Erre au dessin, racontant « Deux siècles de presse satirique de la Révolution à Charlie ». L'album présente une approche historique de la satire, partant des premiers journaux publiés lors de la Révolution française, mais également thématique, abordant les sujets de la violence, de la liberté et de la censure,. L'album est récompensé par le Prix de La Nouvelle République au festival bd BOUM de Blois.

## Œuvres
- Mastadar Invasion, avec Gwenole Le Dors, Vide Cocagne, coll. « Mastadar », 2010.
- La Rupture Tranquille, Même pas mal, 2011.
- Check point Charly, Vide Cocagne, coll. « Sous le manteau », 2011.
- Rorschach, 6 Pieds sous terre, coll. « Monotrème », 2011.
- My first underground comix with Leel'Marvin, Vide Cocagne, coll. « Sous le manteau », 2011.
- La musique actuelle pour les sourds et malentendants, Vraoum !, coll. « Autoblographie », 2012.
- Loser, Vide Cocagne, coll. « Sous le manteau », 2012.
- Hypocondries, 6 Pieds sous terre, 2013.
- Make my day, Punk !, Vraoum !, coll. « Conconcept », 2013.
- Le F.I.S.T. (Fond Interministériel pour la Sauvegarde des Traditions), avec Jorge Bernstein (scénario), Fluide glacial, coll. « TRAFIK », 2014.
- Le petit livre de la bande dessinée, avec Hervé Bourhis, Dargaud, 2014
- Le Pouvoir de la satire (dessin), scénario de Fabrice Erre, Dargaud, 2018
- Il était une fois la famille (dessin), scénario de Terreur Graphique et Emmanuel Todd, Casterman, 2024

## Récompenses
- 2012 : Prix coup de cœur du Quai des Bulles[9].
- 2018 : Prix de La Nouvelle République pour Le Pouvoir de la satire au festival bd BOUM de Blois[2].